# Championnats d'Amérique centrale et des Caraïbes d'athlétisme 1993

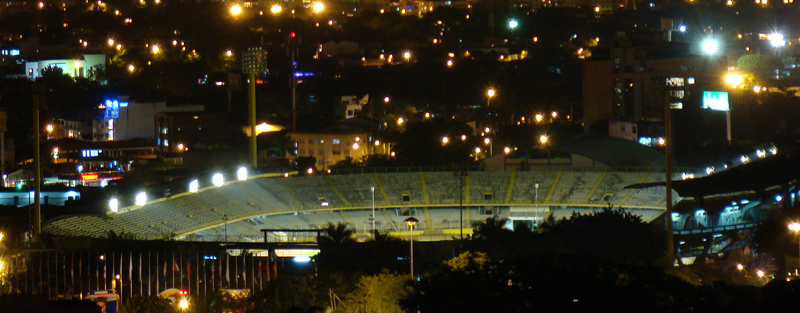
Estadio Pascual Guerrero de Cali.

Les 14e Championnats d'Amérique centrale et des Caraïbes d'athlétisme ont eu lieu à Cali, en Colombie en 1993. 

## Résultats

### Hommes
| Épreuve | Or                         | Or                 | Argent                          | Argent          | Bronze                                   | Bronze          |
| --- | -------------------------- | ------------------ | ------------------------------- | --------------- | ---------------------------------------- | --------------- |
| 100 m | Obadele Thompson Barbade   | 10 s 30 w          | Leonardo Prevost Cuba           | 10 s 34 w       | Kirk Cummins Barbade                     | 10 s 37 w       |
| 200 m | Andrew Tynes Bahamas       | 20 s 50 w          | Edgardo Guilbe Porto Rico       | 20 s 86 w       | Neil de Silva Trinité-et-Tobago          | 20 s 90 w       |
| 400 m | Greg Haughton Jamaïque     | 45 s 35            | Dennis Blake Jamaïque           | 46 s 05         | Norberto Téllez Cuba                     | 46 s 25         |
| 800 m | Alain Miranda Cuba         | 1 min 47 s 29      | Mario Watson Jamaïque           | 1 min 47 s 79   | Luis Toledo Mexique                      | 1 min 48 s 28   |
| 1 500 m | Ricardo Herrera Mexique    | 3 min 47 s 60      | Gilberto Merchant Mexique       | 3 min 47 s 60   | Linton McKenzie Jamaïque                 | 3 min 48 s 00   |
| 5 000 m | Herder Vásquez Colombie    | 14 min 09 s 30     | Narciso Florez Mexique          | 14 min 21 s 60  | Salvador Parra Mexique                   | 14 min 23 s 90  |
| 10 000 m | Herder Vásquez Colombie    | 29 min 10 s 80 CR  | Dionicio Cerón Mexique          | 29 min 12 s 80  | Gabino Apolonio Mexique                  | 29 min 26 s 80  |
| Semi-marathon | Marcelino Cristano Mexique | 1 h 02 min 11 CR   | Alberto Cuba Cuba               | 1 h 03 min 10   | Julio Hernández Colombie                 | 1 h 04 min 03   |
| 3000 m steeple | Gustavo Castillo Mexique   | 8 min 49 s 96      | Juan Ramón Conde Cuba           | 8 min 53 s 98   | Héctor Arias Mexique                     | 8 min 55 s 10   |
| 110 m haies | Erick Batte Cuba           | 13 s 84 w          | Miguel "Mickey" Soto Porto Rico | 13 s 94 w       | Matthew Love Jamaïque                    | 14 s 12 w       |
| 400 m haies | José Pérez Cuba            | 50 s 00            | Pedro Piñera Cuba               | 50 s 04         | Domingo Cordero Panama                   | 50 s 45         |
| Saut en hauteur | Gilmar Mayo Colombie       | 2,15 m             | José Escalera Porto Rico        | 2,10 m          | Karl Scatliffe Îles Vierges britanniques | 2,10 m          |
| Saut à la perche | Ángel García Cuba          | 5,60 m CR          | Alberto Manzano Cuba            | 5,40 m          | Konstantín Zagustín Venezuela            | 4,80 m          |
| Saut en longueur | Elmer Williams Porto Rico  | 7,96 m             | Juan Garzón Cuba                | 7,91 m          | Juan Felipe Ortíz Cuba                   | 7,78 m          |
| Triple saut | Sergio Saavedra Venezuela  | 16,49 m            | Aliecer Urrutia Cuba            | 16,35 m         | José Escalera Porto Rico                 | 15,63 m         |
| Lancer du poids | Carlos Fandiño Cuba        | 19,04 m            | Francisco Ball Porto Rico       | 18,33 m         | Jorge Montenegro Cuba                    | 17,14 m         |
| Lancer du disque | Frank Bicet Cuba           | 55,26 m            | Alfredo Romero Porto Rico       | 50,82 m         | Howard Brown Jamaïque                    | 50,76 m         |
| Lancer du marteau | Alberto Sánchez Cuba       | 74,98 m CR         | Guillermo Guzmán Mexique        | 69,96 m         | Eladio Hernández Cuba                    | 69,60 m         |
| Lancer du javelot | Luis Lucumí Colombie       | 73,54 m            | Héctor Duharte Cuba             | 72,94 m         | Emeterio González Cuba                   | 71,18 m         |
| Décathlon | Raúl Duany Cuba            | 7 749 pts CR       | Eugenio Balanqué Cuba           | 7 213 pts       | Jorge Camacho Mexique                    | 6 890 pts       |
| 20 km marche | Héctor Moreno Colombie     | 1 h 24 min 31 s CR | Querubín Moreno Colombie        | 1 h 27 min 31 s | Iván Aricardo Mexique                    | 1 h 31 min 48 s |
| 4 × 100 m | Bahamas                    | 39 s 33            | Jamaïque                        | 39 s 67         | Cuba                                     | 39 s 72         |
| 4 × 400 m | Jamaïque                   | 3 min 02 s 57 CR   | Cuba                            | 3 min 02 s 58   | Colombie                                 | 3 min 06 s 39   |
| Records et Performances - AR : Record continental (area record) - CR : Record des championnats (championship record) - MR : Record du meeting (meet record) - NR : Record national (national record) - OR : Record olympique (olympic record) - PR : Record paralympique (paralympic record) - PB : Record personnel (personal best) - SB : Meilleure performance personnelle de la saison (season's best) - WL : Meilleure performance mondiale de l'année (world leader) - WJR : Record du monde junior (world junior record) - WR : Record du monde (world record) Circonstances et Conditions - DNF : N'a pas terminé (did not finish) - DNS : N'a pas pris le départ (did not start) - DQ : Disqualification (disqualification) - NM : Aucun essai valable enregistré (No Mark) - Q : Qualifié « directement » au prochain tour (ou à la prochaine compétition), lors d'une compétition majeure, grâce au classement ou à la réalisation des minima (automatic qualifier) - q : Qualifié au prochain tour (ou à la prochaine compétition), lors d'une compétition majeure, grâce au repêchage ou à la réalisation de l'une des meilleures performances parmi celles des « non qualifiés directement » (grâce au meilleur temps ou à la meilleure distance par exemple) (secondary qualifier) |                            |                    |                                 |                 |                                          |                 |

### Femmes
| Épreuve | Or                                                                      | Or                 | Argent                         | Argent                         | Bronze                         | Bronze                         |
| --- | ----------------------------------------------------------------------- | ------------------ | ------------------------------ | ------------------------------ | ------------------------------ | ------------------------------ |
| 100 m | Miriam Ferrer Cuba                                                      | 11 s 42 w          | Cheryl-Ann Phillips Jamaïque   | 11 s 50 w                      | Kerry-Ann Richards Jamaïque    | 11 s 59 w                      |
| 200 m | Idalmis Bonne Cuba                                                      | 23 s 22 w          | Debbie Ferguson Bahamas        | 23 s 32 w                      | Esther Duporty Cuba            | 23 s 35 w                      |
| 400 m | Norfalia Carabalí Colombie                                              | 51 s 33            | Odalmis Limonta Cuba           | 52 s 18                        | Inez Turner Jamaïque           | 52 s 64                        |
| 800 m | Inez Turner Jamaïque                                                    | 2 min 07 s 48      | Jennifer Fisher Bermudes       | 2 min 09 s 12                  | Martha Gómez Colombie          | 2 min 10 s 46                  |
| 1500 m | Isabel Juárez Mexique                                                   | 4 min 23 s 94      | Adriana Fernández Mexique      | 4 min 27 s 16                  | Elsa Monterroso Guatemala      | 4 min 34 s 59                  |
| 3 000 m | Isabel Juárez Mexique                                                   | 9 min 29 s 82      | Adriana Fernández Mexique      | 9 min 34 s 73                  | Elsa Monterroso Guatemala      | 10 min 09 s 18                 |
| 10 000 m | Stella Castro Colombie                                                  | 34 min 20 s 60 CR  | María Carreño Mexique          | 36 min 33 s 50                 | Lucía Mendiola Mexique         | 36 min 37 s 70                 |
| Semi-marathon | Stella Castro Colombie                                                  | 1 h 12 min 07 s CR | Paola Cabrera Mexique          | 1 h 16 min 41 s                | Emperatriz Wilson Cuba         | 1 h 17 min 42 s                |
| 100 m haies | Joyce Meléndez Porto Rico                                               | 13 s 24            | Carolyn Sterling Jamaïque      | 13 s 26                        | Damaris Anderson Cuba          | 13 s 38                        |
| 400 m haies | Debbie-Ann Parris Jamaïque                                              | 57 s 10 CR         | Lency Montelier Cuba           | 57 s 77                        | Alejandra Quintanar Mexique    | 58 s 6                         |
| Saut en hauteur | Gloria Lagoyete Colombie                                                | 1,71 m             | Pas d’autre médaille attribuée | Pas d’autre médaille attribuée | Pas d’autre médaille attribuée | Pas d’autre médaille attribuée |
| Saut en longueur | Niurka Montalvo Cuba                                                    | 6,58 m             | Eloína Echevarría Cuba         | 6,28 m                         | Carolyn Sterling Jamaïque      | 6,17 m                         |
| Triple saut | Niurka Montalvo Cuba                                                    | 14,09 m CR         | Eloína Echevarría Cuba         | 13,63 m                        | Suzette Lee Jamaïque           | 12,78 m                        |
| Lancer du poids | Herminia Fernández Cuba                                                 | 17,33 m            | Yumileidi Cumbá Cuba           | 17,24 m                        | María Isabel Urrutia Colombie  | 15,25 m                        |
| Lancer du disque | Marlén Sánchez Cuba                                                     | 54,58 m            | María Isabel Urrutia Colombie  | 53,30 m                        | Maricela Brestet Cuba          | 52,72 m                        |
| Lancer du javelot | Isel López Cuba                                                         | 58,68 m            | Terry-Lynn Paynter Bermudes    | 49,08 m                        | Verónica Prieto Colombie       | 47,50 m                        |
| Heptathlon | Magalys García Cuba                                                     | 5 884 pts CR       | Regla Cárdenas Cuba            | 5 840 pts                      | Zorobabelia Córdoba Colombie   | 5 251 pts                      |
| 10 000 m marche | Eloísa Pérez Mexique                                                    | 47 min 29 s 6 CR   | Liliana Bermeo Colombie        | 47 min 41 s 1                  | Rosario Sánchez Mexique        | 48 min 43 s 9                  |
| 4 × 100 m | Jamaïque                                                                | 44 s 25 CR         | Bahamas                        | 44 s 28                        | Cuba                           | 44 s 64                        |
| 4 × 400 m | Jamaïque Debbie-Ann Parris Beverley Grant Claudine Williams Inez Turner | 3 min 27 s 36      | Cuba                           | 3 min 28 s 95                  | Colombie                       | 3 min 34 s 29                  |
| Records et Performances - AR : Record continental (area record) - CR : Record des championnats (championship record) - MR : Record du meeting (meet record) - NR : Record national (national record) - OR : Record olympique (olympic record) - PR : Record paralympique (paralympic record) - PB : Record personnel (personal best) - SB : Meilleure performance personnelle de la saison (season's best) - WL : Meilleure performance mondiale de l'année (world leader) - WJR : Record du monde junior (world junior record) - WR : Record du monde (world record) Circonstances et Conditions - DNF : N'a pas terminé (did not finish) - DNS : N'a pas pris le départ (did not start) - DQ : Disqualification (disqualification) - NM : Aucun essai valable enregistré (No Mark) - Q : Qualifié « directement » au prochain tour (ou à la prochaine compétition), lors d'une compétition majeure, grâce au classement ou à la réalisation des minima (automatic qualifier) - q : Qualifié au prochain tour (ou à la prochaine compétition), lors d'une compétition majeure, grâce au repêchage ou à la réalisation de l'une des meilleures performances parmi celles des « non qualifiés directement » (grâce au meilleur temps ou à la meilleure distance par exemple) (secondary qualifier) |                                                                         |                    |                                |                                |                                |                                |

## Tableau des médailles
| Rang | Nation                    | Or | Argent | Bronze | Total |
| ---- | ------------------------- | -- | ------ | ------ | ----- |
| 1    | Cuba                      | 16 | 17     | 11     | 44    |
| 2    | Colombie                  | 9  | 3      | 7      | 19    |
| 3    | Mexique                   | 6  | 8      | 9      | 23    |
| 4    | Jamaïque                  | 6  | 5      | 7      | 18    |
| 5    | Porto Rico                | 2  | 5      | 1      | 8     |
| 6    | Bahamas                   | 2  | 2      | 0      | 4     |
| 7    | Barbade                   | 1  | 0      | 1      | 2     |
| 7    | Venezuela                 | 1  | 0      | 1      | 2     |
| 9    | Bermudes                  | 0  | 2      | 0      | 2     |
| 10   | Guatemala                 | 0  | 0      | 2      | 2     |
| 11   | Îles Vierges britanniques | 0  | 0      | 1      | 1     |
| 11   | Panama                    | 0  | 0      | 1      | 1     |
| 11   | Trinité-et-Tobago         | 0  | 0      | 1      | 1     |